# Verticillium
Verticillium Nees, 1816 è un genere di funghi ascomiceti della famiglia Plectosphaerellaceae.

## Descrizione del genere

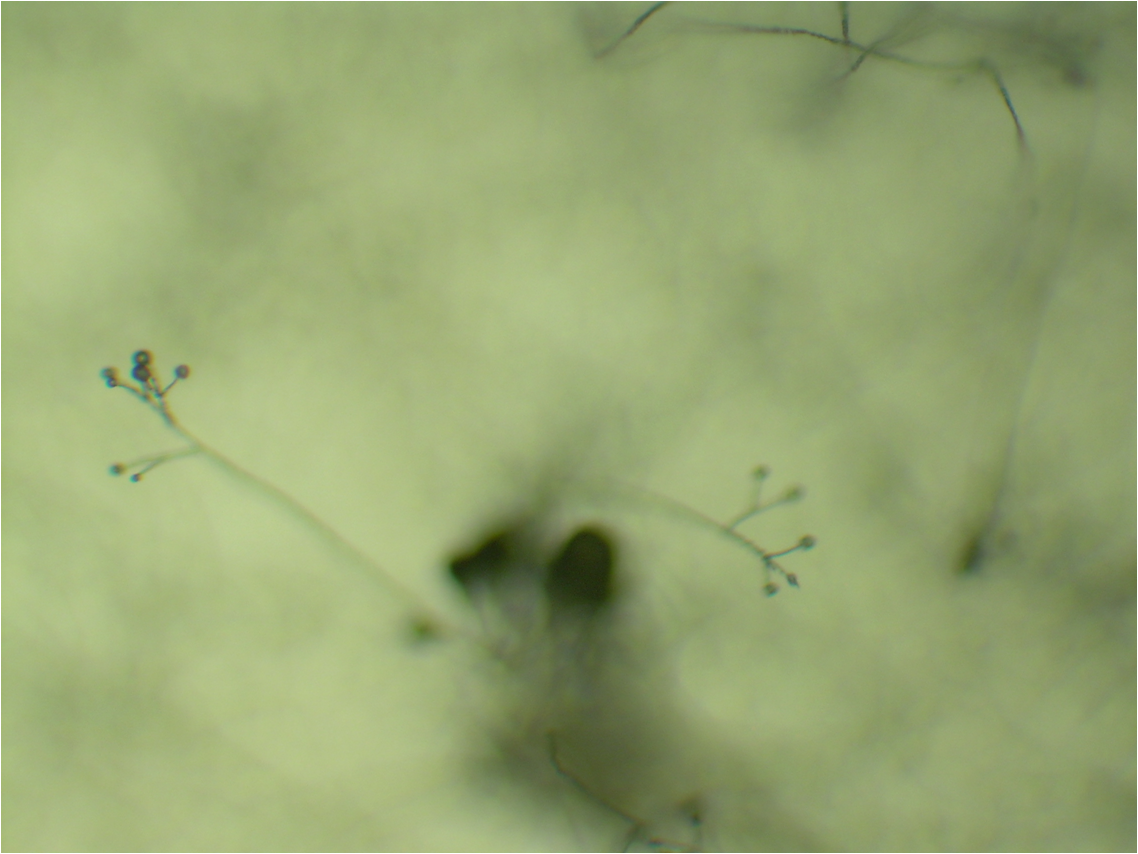
Conidiofori di un fungo del genere Verticillium (40x)

Le specie appartenenti a questo genere presentano conidiofori eretti, con ramificazioni disposte in verticilli; all'apice degli ultimi rametti vengono prodotti i conidi unicellulari, che a volte rimangono uniti insieme da una goccia di materiale mucoso.

## Fitopatologia
A questo genere appartengono funghi parassiti di insetti e di piante; essi possono essere ripartiti in tre grandi gruppi:
1. micopatogeni
2. entomopatogeni[2],
3. agenti patogeni delle piante e dei saprofiti[3] tra i quali Verticillium dahliae e Verticillium albo-atrum che causano malattie di appassimento economicamente importanti sul cotone, sui pomodori, sulle patate, sulle melanzane, sui peperoni, nonché su piante legnose ornamentali.

I sintomi sono simili alla fusariosi: il fungo provoca una tracheomicosi, che viene detta tracheoverticilliosi (mentre la tracheomicosi da Fusarium viene detta "tracheofusariosi"). In pratica il fungo ostruisce i vasi legnosi della pianta, ostacolando il movimento della linfa, per cui la chioma prima e i rami poi avvizziscono e diventano secchi. La rotazione delle colture, l'impiego di varietà vegetali resistenti e un'aratura profonda, possono essere utili nel controllo della tracheoverticilliosi nonché dell'inoculo di tali patogeni.

## Specie
Dal punto di vista fitopatologico, le specie più importanti che appartengono a questo genere sono:
- Verticillium albo-atrum
- Verticillium dahliae
- Verticillium lecanii
- Verticillium nubilium
- Verticillium tricorpus
- Verticillium vilmorinii.

### Verticillium lecanii
Questa specie di fungo è stata descritta per la prima volta nel 1861. Ha una distribuzione mondiale grazie agli insetti. In orticultura e in agricoltura, esso è talvolta utilizzato come un entomopatogeno (per infettare gli insetti) per lottare contro gli insetti distruttori come le cocciniglie, gli acari e le pulci. È un insetticida biologico che è polverizzato sugli insetti quando si nutrono delle piante. Gli insetti sono infettati quando entrano in contatto con le spore fungine appiccicose che in seguito si sviluppano e invadono il corpo degli insetti dall'interno.